# PowerCon

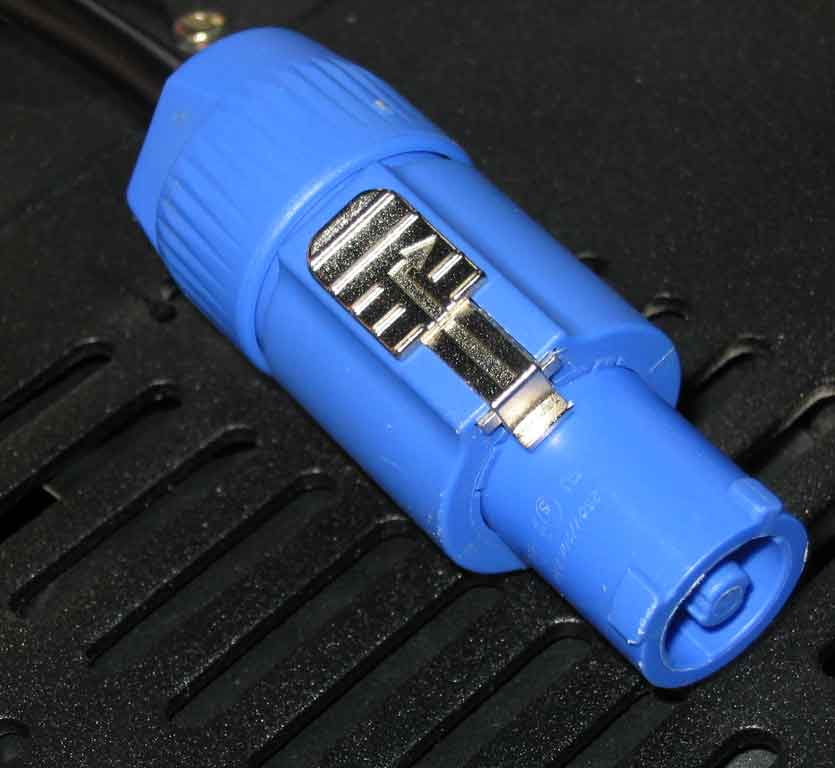
PowerCon Male, De kabelconnector

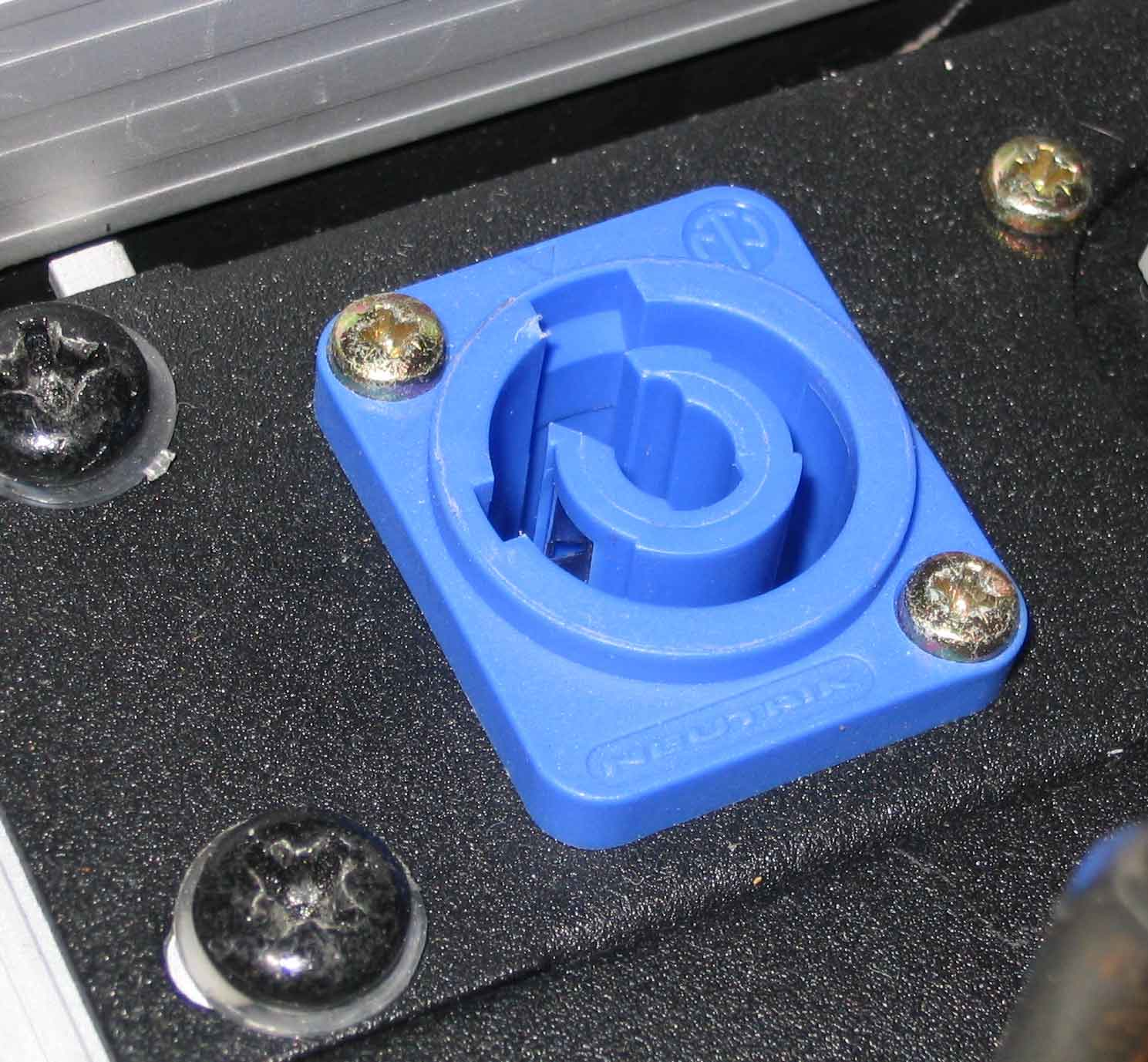
PowerCon Female, chassisconnector

De PowerCon-connector is een voedingsconnector, vervaardigd door de Liechtensteinse fabrikant Neutrik.
De connector lijkt op die van het speakON-systeem, maar heeft bewust afwijkende 'keying'-nokjes. De kabelconnector moet na het inpluggen in de chassisconnector een kwartslag gedraaid worden om contact te maken. Zowel verbonden als losgekoppeld zijn er geen polen aan te raken in het chassis en kabeldeel.
De powerCON is door te verbinden door middel van een type B connector. Het systeem bestaat namelijk uit 3 delen. Chassis deel A en B, type A input kabelconnector en een type B output connector. Type A is blauw en wordt gebruikt als ingangsvoeding. Type B is wit en in spiegelbeeld voor wat betreft de 'keying'-nokjes in vergelijking met de type A connector. Type B is voor het doorkoppelen van de voedingslijn.
Het grote voordeel boven de goedkopere veelvoorkomende IEC-C13/C14-connector is de hoge stroom capaciteit in een kleine connector. Ook de 'lock'-vergrendelingsmogelijkheid garandeert een hoge bedrijfszekerheid.
De nadelen zijn de kosten en de afhankelijkheid van een enkele fabrikant.
Er is een grotere zwartkleurige gemetalliseerde variant: de 32 A versie. Deze is echter niet door te koppelen. In Engeland is er ook een grijskleurige 32 A variant.
| Wat               | 20 A versie      | 32 A versie      |
| ----------------- | ---------------- | ---------------- |
| Maximale stroom   | 20 A             | 32 A             |
| Maximale spanning | 250 V            | 250 V            |
| Kabeldikte        | 5 - 15 mm        | 8 - 20 mm        |
| Draadkern         | 2,5 mm²          | 2.5 - 6 mm²      |
| Sluitsysteem      | Quick Lock       | Quick Lock       |
| Protectie klasse  | IP 20            | IP 20            |
| Temperatuur       | -30 °C to +80 °C | -25 °C to +70 °C |

## powerCON TRUE1
Eind april 2012 werd een nieuwe powerCON TRUE1 plug op de markt gebracht. Deze is te herkennen aan de gele kleur en kan ontkoppeld worden onder belasting, wat niet veilig gedaan mag worden met de blauwe en witte varianten. Er is ook een contra kabel-plug om kabels te kunnen verlengen, daar waar bij de oude varianten een koppeldoosje met zowel een blauw als een wit chassisdeel nodig zou zijn.